# Ogygites
Genre
Espèces de rang inférieur
- † Ogygites corndensis (Murchison, 1839)
- † Ogygites desmaresti (Brongniart in Desmaret, 1817)
- † Ogygites guettardi Brongniart, 1822

Ogygites est un genre fossile de très grands trilobites (arthropodes marins primitifs), de la famille des Asaphidae. Il a vécu au cours de l'Ordovicien inférieur et moyen en Europe, Amérique du Nord, Iran, Chine et Nouvelle-Zélande.

## Liste des espèces
- † Ogygites corndensis (Murchison, 1839), découverte au Pays de Galles ;
- † Ogygites desmaresti (Brongniart in Desmaret, 1817), trouvée en Normandie et en Pays de la Loire (France), elle peut atteindre 30 centimètres de longueur[2],[3] ;
- † Ogygites guettardi ou Ogygia guettardi Brongniart, 1822, découverte dans l'ouest de la France[4].

Fossile d'Ogygites guettardi de la région d'Angers (France), au muséum national d'histoire naturelle à Paris.